# Blah Blah Blah (canção de Kesha)
"Blah Blah Blah" é uma canção da cantora estadunidense Kesha contida no seu álbum de estreia, Animal. Composta por Kesha, Neon Hitch, Sean Foreman e Benjamin Levin, sendo produzida pelo último e creditado nesta como Benny Blanco, foi lançada como segundo single do disco em 19 de fevereiro de 2010 e contém a participação da dupla 3OH!3. A composição inicial da música ocorreu quando Kesha, Blanco, Hitch e Foreman estavam discutindo sobre qual sexo falava mais e qual era o mais "detestável". A canção tem um andamento mediano de electropop e fala sobre os homens da mesma maneira que eles falaram sobre as mulheres na indústria da música. Musicalmente, "Blah Blah Blah" retrata uma mulher que prefere fazer sexo do que ouvir um homem falar.
A letra da canção foi recebida com reações mistas dos avaliadores, alguns sentiram que o fornecimento vocal de Kesha foi eficaz e ousado, enquanto outros críticos descartaram como lixo. Uma queixa comum entre eles foi o aparecimento do 3OH!3 afirmando que era "desnecessário". O single obteve um sucesso comercial, ficando entre os cinco primeiros na Austrália e no Canadá, enquanto entrou no top dez das paradas dos Estados Unidos e da Nova Zelândia. A canção se tornou o segundo single de Kesha a ficar no top dez na Austrália, no Canadá e nos Estados Unidos. Ela passou a vender mais de dois milhões de cópias nos Estados Unidos, além de ser certificada  disco de platina duas vezes no Canadá.
O videoclipe de "Blah Blah Blah" foi dirigido por Brendan Malloy. O vídeo segue o tema semelhante a letra da canção; Descrevendo Kesha ser paquerada por vários homens diferentes e ela sempre os rejeita. Kesha e 3OH!3 apresentaram a canção na nona temporada de American Idol.

## Antecedentes e divulgação
"Blah Blah Blah" foi escrita por Kesha ao lado de Neon Hitch, Sean Foreman e Benny Blanco, que também produziu a música. Kesha disse que a canção se originou de uma discussão que teve no estúdio sobre a política dos relacionamentos entre meninas e meninos que mais tarde a mesma explicou:
| “ | A música surgiu quando as pessoas que a escreveu - eu, Benny Blanco, Neon Hitch e Sean Foreman - e nós estávamos em uma sala e eles estavam conversando sobre como as garotas falam demais, [...] E eu e Neon estávamos contra, [...] Então, nós tivemos essa discussão de qual sexo falava mais, as garotas ou os garotos. E a canção veio em torno daquela conversa. Eu acho que faz um ponto muito justo, tanto no vídeo quanto na música, que os garotos são muito mais irritantes. | ” |

A canção foi apresentada pela primeira vez ao vivo para a MTV Push, um programa transmitido pela MTV Networks mundialmente. Também foi interpretada em 18 de janeiro de 2010 no programa MuchOnDemand, transmitido no canal canadense de música a cabo, MuchMusic. Kesha apresentou pela primeira vez uma versão altamente censurada da canção na nona temporada de American Idol com 3OH!3 em 17 de março de 2010. No Reino Unido, Kesha fez duas aparições para apresentar a música. A primeira foi em 18 de fevereiro de 2010, no Alan Carr: Chatty Man. Foi seguido por uma apresentação no programa de televisão GMTV em 19 de fevereiro. Kesha também cantou a música em um conjunto para Radio 1's Big Weekend da BBC, assim como Willkommen Bei Mario Barth Live na Alemanha e So You Think You Can Dance Australia.

## Composição
Desculpe, não reconheço tamanho_quadro
"Blah Blah Blah" é uma canção de dance music com um andamento mediano e dos gêneros dance-pop e electropop. A música combina pesado uso do Auto-Tune, com baterias eletrônicas e sintetizadores, enquanto infunde indícios da R&B. De acordo com a partitura publicada no Musicnotes.com por Kobalt Music Publishing, o single está definido no tempo composto com uma taxa de batida moderada de 120 batimentos por minuto. Está escrita na tonalidade de ré menor e o alcance vocal de Kesha na música se estende desde a nota de D3 para a nota de D5.
Liricamente, "Blah Blah Blah" retrata uma mulher que prefere fazer sexo do que ouvir um homem falar como a cantora acha homens falantes irritante; evidente com as linhas "me mostra onde está seu pênis" e "Eu quero ficar pelada" deixar este significado literal sem ambiguidades. A própria artista foi franca sobre a interpretação simples das letras. A letra tem sido interpretada como uma chance no meio dos homens objetificam mulheres falando delas da maneira que elas fazem na indústria da música. Andrew Burgess, do MusicOMH. notou que o verso "Eu realmente não ligo pra onde você mora / Apenas vire, garoto, e deixa comigo / Não seja uma menininha com o seu bate-papo / Apenas me mostra onde está seu pênis" era uma forma de menosprezar a dupla. Fraser McAlpine, da BBC, observou que era o progresso cultural que uma mulher pode agora "cantar uma canção [...] tão suja [...] quanto os seus colegas".

## Crítica profissional
| Críticas profissionais | Críticas profissionais |
| Avaliações da crítica  | Avaliações da crítica  |
| Fonte                  | Avaliação              |
| ---------------------- | ---------------------- |
| About.com              | [ 16 ]                 |
| BBC                    | [ 15 ]                 |
| Billboard              | (positiva)             |
| Digital Spy            | [ 18 ]                 |

"Blah Blah Blah" recebeu críticas mistas da maioria dos avaliadores. Fraser McAlpine, da BBC, deu à canção quatro estrelas de cinco, afirmando que ficou impressionado com a canção e dizendo: "É um sinal de progresso cultural que uma moça pop moderna possa cantar uma canção que é exatamente tão suja quanto o tipo de música com seus colegas arriscariam." Ele comparou o fornecimento vocal de Kesha ao de Eminem, fazendo o mesmo a parte cativante, "Para com esse blá-blá-blá", com "Bad Romance", de Lady Gaga, afirmando que a música era um "giro da fazendeira rural" dela. Jim Farber, do New York Daily News, afirmou que a faixa "poderia se tornar o hino do 'tanto faz' da temporada." Bill Lamb, do About.com, avaliou a faixa com quatro estrelas e comentando também sobre a letra: "Vamos acabar com o assunto, Kesha diz  Cala a boca, vamos transar. Esta é a essência completa de "Blah Blah Blah", e ninguém mais provavelmente poderia entregar a canção de uma forma mais eficaz e cativante. Jogue num mar de sintetizadores e baterias eletrônicas, este é o segundo maior sucesso de Kesha". Lamb ditou o aparecimento do 3OH!3 enquanto foi contra, afirmando ser desnecessário. Foi descrita pelo Winnipeg Free Press como um "corte pop-hop duro com pogo digno de batidas." Daniel Brockman da The Phoenix pensou que Kesha "entoou num tom despreocupado sensual perturbador" na canção.

Melanie Bertoldi de Billboard também pensou que o verso de 3OH!3 "severamente desacelerou o ritmo e nunca se encaixou com a maliciosidade de Kesha", mas elogiou a canção pela sua "danceability". Andrew Burgess do MusicOMH disse que enquanto "3OH!3 faz uma tentativa aleijada para afirmar o caso para a igualdade de homens [na música], Kesha acaba parecendo tão contagiante que domina, é difícil de levar [3OH!3] a sério". Mayer Nissim do Digital Spy deu a canção duas de cinco estrelas, afirmando que não era tão cativante quanto "Tik Tok", batendo a letra para ser "grossa" e acrescentando que ela não conseguiu cumprir muitas linhas, chamando-os "falsamente-ultrajante, lixo falsamente-feminista".

## Vídeo musical

Kesha no videoclipe, fechando a boca de um homem com fita adesiva, em resposta na tentativa dele de tentar paquerar ela.

O videoclipe para a canção foi dirigido por Brendan Malloy, da dupla The Malloys. Estreou em 23 de fevereiro de 2010 no serviço de vídeos Vevo. Ambos os membros do 3OH!3 fazem uma aparição na gravação. Kesha disse à MTV que o trabalho envolve principalmente os homens (descritos como "idiotas") "dando em cima" de Kesha, enquanto ela diminui suas chances. A artista disse:
| “ | Em um momento, eu acabo por aproveitar e me envolver na situação toda, e foi muito legal [...] Todo o conceito do vídeo foi um monte de caras babacas me cantando como de costume, e me fazer comer suas perucas ou outros vários itens". | ” |

Na primeira cena, fora de uma boate, Kesha é paquerada pelo comediante Bret Ernst. Ele tenta convencer Kesha que eles fariam um bom casal, entretanto Kesha envia texto a alguém, descrevendo o homem como um "grande idiota". A cena seguinte tem Kesha em um pool bar brincando perto de um homem, onde ela enfaixa ele com fita adesiva, mais tarde puxa as calças, depois descrevê-o como uma "saco de ferramentas" em uma mensagem de texto. Em um fliperama, Kesha empurra um homem que está conversando com ela. O terceiro pretendente tenta tocar guitarra para Kesha, á qual Kesha responde enchendo sua boca de papel. Na seqüência final, um homem tenta falar com Kesha em uma pista de boliche. Ela perde o interesse quando sua peruca cai de sua cabeça e ela enfia a peruca na boca. O vídeo termina com Kesha e 3OH!3 cantando e dançando juntos nas pistas de boliche.
Melanie Bertoldi da Billboard disse que o clipe foi "completamente divertido". Bill Lamb do About.com observou que o vídeo "bem pode ser o seu  momento "Poker Face" que identifica Kesha como uma força criativa a sério pop a ser considerada. Lamb comentou sobre o aparecimento de 3OH!3 afirmando: "eles têm uma participação especial no vídeo, mas realmente é tudo Kesha", "há pouca dúvida que ela tem poder de estrela sério."

## Faixas
"Blah Blah Blah" foi lançada como CD single. A canção também foi lançada no formato de download digital, contendo duas faixas. Em seguida, foi lançado um EP disponível para download com três faixas sendo elas, dois remixes de seu single anterior, "Tik Tok".
| CD single |                  |         |  |
| N.º       | Título           | Duração |  |
| 1.        | "Blah Blah Blah" | 2:52    |  |

| Download digital |                                   |         |  |
| N.º              | Título                            | Duração |  |
| 1.               | "Blah Blah Blah"                  | 2:52    |  |
| 2.               | "Tik Tok" (Joe Bermudez Club Mix) | 5:09    |  |

| Extended play (EP) digital do Reino Unido |                                   |         |  |
| N.º                                       | Título                            | Duração |  |
| 1.                                        | "Blah Blah Blah"                  | 2:52    |  |
| 2.                                        | "Tik Tok" (Joe Bermudez Club Mix) | 5:09    |  |
| 3.                                        | "Tik Tok" (Trey Told 'Em Remix)   | 4:14    |  |

## Créditos
Lista-se abaixo os profissionais envolvidos na elaboração de "Blah Blah Blah", de acordo com o encarte do álbum Animal:
| - Kesha Sebert: vocais, composição - Benny Blanco: produtor musical, composição, bateria, teclados, programação, engenharia | - Neon Hitch: composição - Sean Foreman: composição - 3OH!3: grupo participante |

## Desempenho
Nos Estados Unidos, "Blah Blah Blah" estreou na Billboard Hot 100 na posição sete, e na Hot Digital Songs no número dois, vendendo um total de 206 mil downloads, ambas as paradas se tornaria pico da música. Na Pop chart da Billboard, a canção atingiu um pico de onze. A canção recebeu certificação platina pela Recording Industry Association of America pelas vendas de 1.000.000 de unidades e em fevereiro de 2011, a canção vendeu mais de dois milhões de cópias digitais nos Estados Unidos. Em junho de 2011, a canção já vendeu 2.132.000 cópias nos Estados Unidos. No Canadá, "Blah Blah Blah" estreou na Canadian Hot 100 na posição três, que se tornou seu pico. Em março de 2010 o single foi certificado platina dupla pela Music Canada pelas vendas de 80.000 unidades.
Na Austrália, "Blah Blah Blah" entrou na parada australiana na posição sete na semana de 24 de janeiro de 2010. Na semana seguinte, a música pulou para posição quatro, onde ocupou a posição por três semanas consecutivas. Na quinta semana da música na parada, atingiu o seu pico na posição três onde se realizou no lugar durante uma semana. A canção foi disco de platina pela Australian Recording Industry Association (ARIA) pelas vendas de 70.000 unidades. Na Nova Zelândia, a música estreou em posição sete. Ela mais tarde passou a receber a certificação de ouro pela Recording Industry Association of New Zealand (RIANZ) pelas vendas de 7.500 unidades. "Blah Blah Blah" fez sua estreia na UK Singles Chart no número onze em de 7 de fevereiro de 2010 com venda de 27.161 unidades.
| Tabela musical (2010)                 | Melhor posição |
| ------------------------------------- | -------------- |
| Alemanha - Media Control AG           | 11             |
| Austrália - ARIA Charts               | 3              |
| Bélgica (Flandres) - Ultratop 50      | 45             |
| Bélgica (Valônia) - Ultratop 50       | 45             |
| Canadá - Canadian Hot 100             | 3              |
| Coreia do Sul - Gaon                  | 4              |
| Escócia - The Official Charts Company | 7              |
| Estados Unidos - Billboard Hot 100    | 7              |
| Estados Unidos - Pop Songs            | 11             |
| França - SNEP                         | 71             |
| Irlanda - IRMA                        | 18             |
| Nova Zelândia - RIANZ                 | 7              |
| Países Baixos - Dutch Top 40          | 32             |
| Reino Unido - UK Singles Chart        | 11             |
| Suécia - Sverigetopplistan            | 38             |
| Suíça - Schweizer Hitparade           | 30             |
| União Europeia - European Hot 100     | 71             |
| Áustria - Ö3 Austria Top 40           | 21             |

| País                               | Posição |
| ---------------------------------- | ------- |
| Austrália - ARIA Charts            | 21      |
| Canadá - Canadian Hot 100          | 43      |
| Estados Unidos - Billboard Hot 100 | 51      |

| País                  | Certificação |
| --------------------- | ------------ |
| Austrália - ARIA      | Platina      |
| Canadá - Music Canada | 2× Platina   |
| Estados Unidos - RIAA | Platina      |
| Nova Zelândia - RIANZ | Ouro         |

## Histórico de lançamento
"Blah Blah Blah" foi lançada nas rádios estadunidenses em fevereiro de 2010 pela RCA Records, gravadora que também distribuiu-lhe em formato físico (CD single) na Alemanha e na Austrália, e digitalmente em Portugal. No Brasil e na Coreia do Sul, "Blah Blah Blah" foi lançada digitalmente pela Sony Music Entertainment. No Reino Unido, a canção foi distribuída tanto como download digital como CD single.
| País           | Data                    | Formato          | Gravadora                |
| -------------- | ----------------------- | ---------------- | ------------------------ |
| Estados Unidos | 2 de fevereiro de 2010  | Rhythmic         | RCA Records              |
| Austrália      | 19 de Fevereiro de 2010 | CD single        | RCA Records              |
| Portugal       | 19 de Fevereiro de 2010 | Download digital | RCA Records              |
| Brasil         | 22 de fevereiro de 2010 | Download digital | Sony Music Entertainment |
| Coreia do Sul  | 26 de fevereiro de 2010 | Download digital | Sony Music Entertainment |
| Reino Unido    | 28 de fevereiro de 2010 | Download digital | RCA Records              |
| Reino Unido    | 1 de março de 2010      | CD single        | Columbia Records         |
| Alemanha       | 23 de abril de 2010     | CD single        | RCA Records              |